# Râul Valea lui Dan, Ungureni
Râul Valea lui Dan este un curs de apă, afluent al râului Ungureni.